# Bjällingsmåla (naturreservat)
Bjällingsmåla är ett naturreservat i Nybro kommun i Kalmar län.
Området är naturskyddat sedan 2005 och är 70 hektar stort. Reservatet består av en skog som präglas av närheten till Alsteråns vattensystem och Stora Hindsjön samt förekomsten av grönsten.